# Hell's Kitchen Mỹ (Mùa 1)
Đây là mùa đầu tiên của Hell's Kitchen. Mùa 1 được phát sóng bắt đầu từ ngày 30 tháng 5 năm 2005 và kết thúc vào ngày 1 tháng 8 năm 2005. Bộ phim được quay trong hơn 3 tuần vào tháng 11 năm 2004. Michael Wray đến từ Fort Collins, Colorado đã giành chiến thắng trong mùa đầu tiên của Hell's Kitchen, do đó giành được nhà hàng của riêng mình ở Los Angeles tên là Tatou (anh ấy được đề nghị đến London để làm việc dưới quyền của Gordon Ramsay, nhưng sau đó đã từ chối vì lý do gia đình). Đây là mùa đầu tiên mà các đội không bị phân chia thành hai đội nam và nữ ngay từ đầu, điều này sẽ không xảy ra nữa cho đến mùa 18. Đây cũng là mùa duy nhất mà Ramsay nói với người xem về tiến trình của chương trình trên máy quay, thay vì chỉ là một giọng nói giải thích tại sao bị loại bỏ.
Chương trình được ghi hình ở Los Angeles tại KCOP, trong một cơ sở phát sóng truyền hình cũ đã được chuyển đổi, nơi trước đây đã tổ chức các chương trình như The Joker's Wild và Tic-Tac-Dough vào cuối những năm 1970 đến giữa những năm 1980.

## Bếp phó và Bồi bàn trưởng
- Bếp phó – Scott Leibfried và Mary-Ann Salcedo
- Maître d'hôtel – Jean-Philippe Susilovic

## Các đầu bếp
12 thí sinh ban đầu được chia thành đội Xanh và đội Đỏ, nhưng không dựa trên giới tính như trong tất cả các mùa tiếp theo (ngoại trừ mùa mùa 18 và 21). Các thí sinh là:
| Thí sinh                  | Tuổi (tại thời điểm ghi hình) | Nghề nghiệp                   | Quê nhà                    | Kết quả                            |
| ------------------------- | ----------------------------- | ----------------------------- | -------------------------- | ---------------------------------- |
| Michael Wray              | 27                            | Đầu bếp chuyên nghiệp         | Fort Collins, Colorado     | Quán Quân                          |
| Ralph Pagano              | 36                            | Đầu bếp chuyên nghiệp         | Livingston, New Jersey     | Á Quân                             |
| Jessica Cabo              | 26                            | Headhunter (nhân sự)          | Huntington, New York       | Bị loại trước trận Chung kết       |
| Elsie Ramos               | 40                            | Mother of Six                 | Maywood, New Jersey        | Bị loại sau buổi phục vụ thứ tám   |
| James "Jimmy" Casey       | 25                            | Giám Sát của bộ phận mua hàng | Williston Park, New York   | Bị loại sau buổi phục vụ thứ bảy   |
| Andrew Bonito             | 24                            | Trợ lý văn phòng              | Livingston, New Jersey     | Bị loại sau buổi phục vụ thứ sáu   |
| Christopher "Chris" North | 35                            | Bếp trưởng                    | Yorktown Heights, New York | Bị loại sau buổi phục vụ thứ năm   |
| Mary Ellen Daniels        | 27                            | Bartender                     | Belmont, Massachusetts     | Bị loại sau buổi phục vụ thứ tư    |
| Wendy Liu                 | 32                            | Quản lý bộ phận Account       | Millburn, New Jersey       | Bị loại sau buổi phục vụ thứ ba    |
| Jeffery "Jeff" LaPoff     | 28                            | Quản lý Tài chính             | Orange, New Jersey         | Rời khỏi trong buổi phục vụ thứ ba |
| Jeffery Dewberry          | 33                            | Pastry Chef                   | Stockbridge, Georgia       | Bị loại sau buổi phục vụ thứ hai   |
| Carolann Valentino        | 33                            | Server's Assistant            | Dallas, Texas              | Bị loại sau buổi phục vụ đầu tiên  |

## Tiến độ thí sinh
Mỗi tuần, thành viên xuất sắc nhất của đội thua cuộc trong thời gian phục vụ gần nhất ("ít tệ nhất" do Ramsay xác định) được yêu cầu đề cử hai đồng đội của họ để loại bỏ, một trong hai người này được Gordon Ramsay gửi về nhà.
| Thứ hạng | Đầu bếp    | Đầu bếp    | Đầu bếp    | Đầu bếp    | Đội gốc | Đội gốc | Chuyển đội | Chuyển đội | Chuyển đội | Chuyển đội | Cá nhân | Cá nhân | Cá nhân | Chung kết |
| Thứ hạng | Đầu bếp    | Đầu bếp    | Đầu bếp    | Đầu bếp    | 101     | 102     | 103        | 104        | 105        | 106        | 107     | 108     | 109     | 110/111   |
| -------- | ---------- | ---------- | ---------- | ---------- | ------- | ------- | ---------- | ---------- | ---------- | ---------- | ------- | ------- | ------- | --------- |
| 1        |            |            |            | Michael    | THẮNG   | THẮNG   | THẮNG      | THẮNG      | BoW        | THẮNG      | IN      | IN      | IN      | QUÁN QUÂN |
| 2        |            |            |            | Ralph      | THẮNG   | THẮNG   | BoW        | THUA       | THẮNG      | NOM        | BoW     | IN      | IN      | Á QUÂN    |
| 3        |            |            | Jessica    | Jessica    | THẮNG   | THẮNG   | THUA       | BoW        | THẮNG      | BoW        | NOM     | NOM     | LOẠI    |           |
| 4        |            |            | Elsie      | Elsie      | BoW     | THUA    | THẮNG      | THẮNG      | NOM        | THẮNG      | IN      | LOẠI    |         |           |
| 5        |            |            | Jimmy      | Jimmy      | THUA    | THUA    | THẮNG      | THẮNG      | THUA       | THẮNG      | LOẠI    |         |         |           |
| 6        | Andrew     | Andrew     | Andrew     | Andrew     | THẮNG   | THẮNG   | NOM        | NOM        | THẮNG      | LOẠI       |         |         |         |           |
| 7        | Chris      | Chris      | Chris      | Chris      | THUA    | BoW     | THẮNG      | THẮNG      | LOẠI       |            |         |         |         |           |
| 8        | Mary Ellen | Mary Ellen | Mary Ellen | Mary Ellen | THẮNG   | THẮNG   | THUA       | LOẠI       |            |            |         |         |         |           |
| 9        | Wendy      | Wendy      | Wendy      | Wendy      | THẮNG   | THẮNG   | LOẠI       |            |            |            |         |         |         |           |
| 10       | Jeff       | Jeff       | Jeff       | Jeff       | THUA    | NOM     | RỜI        |            |            |            |         |         |         |           |
| 11       | Dewberry   | Dewberry   | Dewberry   | Dewberry   | NOM     | LOẠI    |            |            |            |            |         |         |         |           |
| 12       | Carolann   | Carolann   | Carolann   | Carolann   | LOẠI    |         |            |            |            |            |         |         |         |           |

- *Mary Ellen và Chris đáng lẽ phải tham gia nhưng họ không thể, vì vậy Dewberry và Wendy đã thay thế họ.

| Từ khóa - THẮNG = Thắng buổi phục vụ tối - THUA = Thua buổi phục vụ tối - BoB = Best of the Best, thường được miễn đề cử - BoW = Best of the Worst, đôi khi được miễn đề cử - IN = không được đề cử để loại bỏ - NOM = đề cử loại bỏ - LOẠI = loại bỏ bình thường - RỜI = Rời khỏi cuộc thi - HOSP = loại bỏ do nhập viện - EJEC = loại bỏ trong quá trình phục vụ | Chú thích màu Đầu bếp bị loại sau đề cử thường xuyên Đầu bếp bị loại sau đề cử của Ramsay Đầu bếp bị loại mà không được đề cử Đầu bếp bị loại trong quá trình phục vụ Đầu bếp rút khỏi cuộc thi Đầu bếp là Best of the Best/Worst Đầu bếp được giữ lại sau khi đề cử thường xuyên Đầu bếp được giữ lại sau đề cử của Ramsay Đề cử của đầu bếp đã bị hủy bỏ Người chiến thắng của Hell's Kitchen Á quân của Hell's Kitchen |

Ghi chú

## Các tập
Mỗi tập bao gồm một thử thách với phần thưởng, buổi phục vụ và phần loại bỏ.
| TT. tổng thể | TT. trong mùa phim | Tiêu đề   | Ngày phát hành gốc  | Người xem tại U.S. (triệu) |
| --- | ------------------ | --------- | ------------------- | -------------------------- |
| 1 | 1                  | "Ngày 1"  | 30 tháng 5 năm 2005 | 6.80                       |
| Mười hai đầu bếp đầy tham vọng đến với Hell's Kitchen, nơi họ được giới thiệu với Maître D'Jean-Phillipe và hai Bếp phó của Gordon Ramsay là Mary-Ann và Scott. Sau đó, họ ngay lập tức được giao nhiệm vụ với thử thách đầu tiên. Món ăn đặc trưng: Mười hai đầu bếp có 45 phút để nấu cho Ramsay món ăn đặc trưng của họ. Món gà parmesan của Carolann nhận được nhiều lời khen ngợi, trong khi món taco gà tây của Elsie được cho là "không tệ" mặc dù ý tưởng của nó không mấy ấn tượng. Tất cả các món ăn khác đều không được đón nhận: Ramsay đã nhổ ra sau khi ăn món "Absolute Penne" của Andrew, gọi nó là "absolute dogshit", thấy món ăn cuối cùng của Mary Ellen thật nhàm chán và món cơm chiên của Wendy không mấy ấn tượng. Ramsay cũng đã nhổ ra sau khi ăn món gà nhồi của Jimmy sau khi thấy nó chín quá ở bên ngoài và ở bên trong còn sống, gọi nó là "lạc đà mất nước", và ghét món mì mè và cá ngừ tái đã cháy xém của Ralph. Món mì spaghetti của Dewberry đã chín quá, cá hồi nướng tuyết tùng của Chris còn sống, bít tết của Jeff đã chín quá mặc dù có nước sốt ngon, cua lột của Jessica được nêm với sốt aioli cay quá nóng và Ramsay thấy món sò điệp của Michael thật "kinh tởm". Sau thử thách, các đầu bếp được chia thành hai đội: đội xanh (Andrew, Jessica, Mary Ellen, Michael, Ralph và Wendy) và đội đỏ (Carolann, Chris, Dewberry, Elsie, Jeff và Jimmy). Sau đó, các đầu bếp đã chuẩn bị cho buổi phục vụ bữa tối đầu tiên của họ. Buổi phục vụ: Ramsay chỉ định Jeff và Ralph làm bồi bàn và sẽ làm việc với Jean-Philippe trong phòng ăn. Trong căn bếp đỏ, mặc dù Elsie rất thích món khai vị sau khi nấu món risotto ban đầu quá chín, Chris nấu cá hồi quá chín, Jimmy phục vụ món thịt cừu tội nghiệp và bị bỏng tay, Carolann đứng ở quầy tráng miệng thay vì giúp đỡ, Jeff chật vật với vai trò bồi bàn, và Dewberry thì chậm chạp. Ở đội xanh lam, mặc dù Ralph nhận được phản hồi tích cực với tư cách là người phục vụ, nhưng Ramsay đã mắng Andrew vì đã đặt câu hỏi thay vì phục vụ món tráng miệng cho anh ấy, Wendy hết khoai tây và Michael gần hết tôm hùm để làm nguyên liệu mì spaghetti. Ramsay đóng cửa cả hai nhà bếp sau khi khách hàng bắt đầu bước ra ngoài. Ramsay nêu tên đội đỏ thua cuộc nhưng nói rõ với đội xanh rằng họ không thắng mà chỉ đơn giản là an toàn. Elsie được mệnh danh là người giỏi nhất trong số những người tệ nhất cho đội đỏ và được yêu cầu chỉ định hai đầu bếp để loại bỏ. Loại bỏ: Elsie đề cử Carolann và Dewberry. Ramsay nói với Jimmy và Jeff rằng họ đã tránh được một viên đạn, sau đó loại bỏ Carolann vì cô ấy thiếu tinh thần đồng đội trong khi phục vụ và còn thiếu kinh nghiệm. Bình luận của Carolan: "Tôi rất tức giận vì khi bạn có cơ hội để làm một điều gì đó tuyệt vời, và sau đó bạn thấy nó biến mất, điều đó... rất đáng thất vọng." Bình luận của Ramsay: "Một số có thể xử lý nó, một số không thể. Tôi không quan tâm đến những cái không thể." |                    |           |                     |                            |
| 2 | 2                  | "Ngày 2"  | 6 tháng 6 năm 2005  | 6.98                       |
| Thử thách đồng đội: Đối với thử thách đồng đội đầu tiên, cả hai đội phải làm sạch và chuẩn bị mực theo tiêu chuẩn của Ramsay đặt ra. Đối với các đội bị loại, Michael buộc phải ngồi ngoài do có kinh nghiệm sơ chế hải sản tốt. Đối với đội đỏ, Jeff, Jimmy, Elsie và Chris ghi một điểm, còn Dewberry ghi hai điểm. Đối với đội xanh, Ralph và Mary Ellen ghi được hai điểm, và Jessica ghi được một điểm, nhưng Wendy và Andrew không ghi được bàn nào, giúp đội đỏ giành chiến thắng 6–5. Phần thưởng/hình phạt: Đội đỏ nhận bữa tối với Ramsay. Đội xanh đã chuẩn bị sẵn số mực còn lại để phục vụ và buộc phải phục vụ mà không có điều hòa. Buổi phục vụ: Trong căn bếp của đội đỏ, trong khi Chris có màn trình diễn xuất sắc và giúp Elsie làm món cá, thì Jeff lại quên gọi món rau chân vịt trước khi làm cháy nó, và Dewberry suýt nữa đã bỏ đi sau khi vật lộn với món thịt bò Wellingtons. Trong căn bếp màu xanh, Wendy cần sự giúp đỡ của Ralph để lấy món risotto ra, Mary Ellen vật lộn để chế biến món salad Caesar, Michael bị Ramsay quát vì phàn nàn về cái nóng, và Mary Ellen nấu chín món bò Wellingtons trong khi cãi nhau với Andrew về quyền kiểm soát quầy thịt cho đến khi Bếp Scott bước vào. Khi một trong những bàn của đội đỏ, mệt mỏi vì phải chờ đợi lâu, cố gắng gọi giao bánh pizza, Jean-Philippe nói với họ rằng họ không được phép. Thấy vậy, Ramsay đóng cửa cả hai bếp lần thứ hai liên tiếp. Ramsay đặt tên cho những người chiến thắng trong đội xanh vì đã phục vụ nhiều món khai vị hơn; Chris được mệnh danh là tốt nhất trong số những người tồi tệ nhất. Loại bỏ: Chris đề cử Dewberry và Jeff. Ramsay đã loại Dewberry vì màn trình diễn kém thứ hai của anh ấy và gần như bỏ rơi đội của mình. Bình luận của Dewberry: "Chà, chuyện gì đã xảy ra vậy. Ý tôi là, tôi không thể nói rằng tôi không xứng đáng với điều đó. Tôi cảm thấy như mình đang trở lại, nhưng tôi không được biện minh khi rời khỏi đội của mình." Bình luận của Ramsay: "Tôi đang tìm một người có thể vượt qua cơn bão, truyền cảm hứng cho các cá nhân, đứng vững như một nhà lãnh đạo vĩ đại. Đó rõ ràng không phải là Dewberry." |                    |           |                     |                            |
| 3 | 3                  | "Ngày 3"  | 13 tháng 6 năm 2005 | 7.54                       |
| Thay đổi đội: Trước thử thách, Ramsay đã chuyển Michael sang đội Đỏ để cân bằng lại các đội. Thử thách đồng đội: Cả hai đội phải nấu một bữa ăn năm món bằng cách sử dụng 100 đô la và trong thời gian 10 phút để mua sắm tại một siêu thị địa phương. Elsie đã ghi bàn trước Jessica trong các món khai vị lạnh, cả Jeff và Ralph đều ghi bàn vào các món khai vị nóng, Wendy ghi bàn trước Chris về món cá, Michael ghi bàn trước Andrew vào món thịt, và Mary và Ellen ghi bàn trước Jimmy trong các món tráng miệng. Là một người phá vỡ, Ramsay cho rằng các món ăn của đội Đỏ đã làm việc cùng nhau tốt hơn, mang về cho họ chiến thắng, trong khi chỉ trích Andrew vì đã phục vụ đào với bít tết Ribeye và món Tartare Dứa và Khoai tây của Jessica. Phần thưởng/hình phạt: Đội Đỏ đã ăn tối với Ramsay tại The Cat & Fiddle, một quán rượu địa phương. Đội Xanh phải dọn dẹp ký túc xá. Buổi phục vụ: Hai nhà phê bình thực phẩm đã tham dự buổi phục vụ, ăn thử các món của cả hai đội. Trong căn bếp đội Đỏ, các món khai vị được khen ngợi mặc dù Jeff cần sự giúp đỡ của Michael sau khi chia một lượng tôm hùm không bằng nhau vào hai phần mì spaghetti. Sau khi Jeff ra đi, Michael tiếp quản mảng thịt và nhận được lời khen ngợi từ các nhà phê bình về món thịt cừu. Trong căn bếp đội Xanh, Wendy đổ mì ống vào nước lạnh thay vì nước nóng, khiến cô nấu chưa chín món mì spaghetti mà cô phục vụ cho những nhà phê bình. Andrew đã trả lại món cơm risotto quá mặn sau khi khiến một khách hàng nôn mửa. Ralph đã thể hiện xuất sắc trong việc làm các món khai vị, giúp Jessica trang trí, mặc dù món khai vị thịt cừu của Wendy nhận được nhiều ý kiến trái chiều. Ramsay đóng cửa cả hai bếp lần thứ ba liên tiếp. Ramsay đã đặt tên cho những người chiến thắng trong đội đỏ, vì các nhà phê bình thích mì Ý và thịt cừu của họ hơn của đội xanh; Ralph được mệnh danh là tốt nhất trong số những người tồi tệ nhất. Jeff rời khỏi: Sau khi tranh cãi với Ramsay về việc làm chậm quá trình làm món thịt của nhà bếp, Jeff đã thầm gọi Ramsay là thằng khốn nạn, chỉ đến khi bếp phó Maryann ra lệnh cho anh ta lặp lại thành tiếng, khiến anh ta bước ra ngoài và rút khỏi cuộc thi. Hóa ra trước khi phần credit kết thúc, Jeff đã rời đi do bị bong gân mắt cá chân. Cả anh ấy và Ramsay đều không bình luận về sự ra đi của anh ấy. Loại bỏ: Ralph đề cử Wendy và Andrew. Ramsay đã loại Wendy vì gặp khó khăn trong cả ba buổi phục vụ. Bình luận của Wendy: "Đó thực sự là một đêm kinh hoàng. Không có gì diễn ra như ý muốn. Tôi cảm thấy như mình đã làm bản thân thất vọng, tôi đã khiến cả nhóm thất vọng và tôi đã khiến bếp trưởng thất vọng. Tôi thất vọng vì mình đã không thể tiến xa hơn. Tôi nghĩ đó thực sự là điều lớn nhất cảm xúc tôi đang cảm thấy ngay bây giờ." Bình luận của Ramsay: "Đêm thứ ba của Hell's Kitchen thực sự gây sốc, thực sự tồi tệ. Tôi hy vọng chúng ta sẽ tăng tốc, nâng cao trò chơi của mình và chúng ta bắt đầu hợp tác với nhau như một nhà hàng. Jeff à, cuối cùng thì tôi đã phải bật cười khi anh ấy gọi tôi là thằng khốn nạn. Tôi đã từng bị gọi là tệ hơn thế nhiều. Wendy, bạn biết đấy, đã đến lúc tôi đưa bạn ra khỏi nỗi đau khổ của mình." |                    |           |                     |                            |
| 4 | 4                  | "Ngày 4"  | 20 tháng 6 năm 2005 | 6.93                       |
| Thử thách đồng đội: Các đội phải trình bày bàn ăn theo tiêu chuẩn của Ramsay. Đội đỏ mắc bốn lỗi trong khi đội xanh chỉ mắc một lỗi, mang lại chiến thắng trong phần thử thách lần đầu tiên cho đội xanh; Jimmy bị mắng vì không biết cách gấp khăn ăn đúng cách. Phần thưởng/hình phạt: Đội xanh đã được spa trị liệu trong ký túc xá. Đội đỏ phải dọn dẹp đồ dùng bằng bạc và dọn tất cả bàn trong phòng ăn trước khi diễn ra buổi phục vụ, trong khi đó Chris phải phục vụ sâm panh cho đội xanh. Buổi phục vụ: Ramsay thông báo rằng đội đầu tiên phục vụ tất cả các bàn của họ sẽ giành được chiến thắng buôi phục vụ. Trong căn bếp màu Xanh, trong khi Jessica làm món thịt rất ngon, thì Andrew mang nhầm đồ trang trí, và Mary Ellen bị trả lại ba phần risottos vì nhạt nhẽo, trước khi quên gọi món cá ngừ. Trong căn bếp màu Đỏ, Jimmy nói chuyện qua lại với Ramsay sau khi phục vụ đồ trang trí bị nguội, nhưng anh ấy đã làm lại nó. Elsie đã có một màn trình diễn mạnh mẽ với các món thịt với sự động viên của Chris, giúp đội đỏ dẫn trước đội xanh 5 bàn và mang về chiến thắng cho họ. Tại thời điểm này, Ramsay đã đóng cửa căn bếp màu xanh lam và dặt cho Jessica là người làm tốt nhất trong những người làm tệ nhất. Loại bỏ: Jessica đề cử Andrew và Mary Ellen. Ramsay đã loại Mary Ellen vì sự mâu thuẫn của cô ấy. Bình luận của Mary Ellen: "Tôi nghĩ rằng quyết định của đầu bếp Ramsay tối nay là một quyết định sai lầm. Tôi không tin rằng mình là mắt xích yếu trong đội tối nay. Tôi nghĩ, như những gì đã thể hiện trong quá khứ, chính Andrew mới là mắt xích yếu. Tôi nghĩ rằng Andrew sẽ sớm tham gia cùng tôi." Bình luận của Ramsay: "Mary Ellen đã rời Hell's Kitchen vì sự mâu thuẫn của cô ấy. Điều mà những người còn lại trong nhóm nên hiểu là việc trở nên tốt hơn và nhất quán hơn là điều vô cùng quan trọng. Điều đó đã không xảy ra với Mary Ellen." |                    |           |                     |                            |
| 5 | 5                  | "Ngày 5"  | 27 tháng 6 năm 2005 | 7.13                       |
| Thử thách đồng đội: Ramsay đã tạo một thực đơn mới gồm các món mì ống để phục vụ. Các đội có 20 phút để biến từ bột thô thành mì ống theo tiêu chuẩn của Ramsay. Do đội đỏ có thêm một thành viên nên Chris buộc phải ngồi ngoài. Đội xanh được chấp nhận 2,41 pound mì ống đạt tiêu chuẩn nhưng đội đỏ thắng với 2,45 pound. Phần thưởng/hình phạt: Đội đỏ được đi thuyền gondola. Đội xanh chuẩn bị sẵn phần mì ống còn lại để phục vụ. Buổi phục vụ: Buổi phục vụ đã được lấp đầy với sức chứa gấp đôi, buộc các đội phải thay phiên nhau nấu ăn và làm việc trong phòng ăn. Đội đỏ được chọn nấu ăn trước vì đã giành chiến thắng trong phần thử thách. Jimmy đã phục vụ súp trên đĩa bẩn. Elsie bối rối không biết món khai vị được đặt là gì, và Chris bị mắng vì nói "Oui chef" với Ramsay, nhưng Michael lại rất thích món tráng miệng. Các món ăn mà đội xanh phục vụ đạt yêu cầu nhưng chậm, một phần là do Michael thuyết phục khách gọi càng nhiều Lasagna càng tốt. Ralph đã từ chối món Tortellini do lớp mạ kém, nhưng mặt khác lại rất thích món khai vị. Andrew đã phải vật lộn để chế biến món sườn ngắn của mình nhiều lần trước khi nấu quá chín hai lần, điều mà Ramsay so sánh với bữa tối của một con chó. Đội xanh tiếp tục tụt lại, buộc Ramsay phải đóng lại buổi phục vụ. Jimmy là người phục vụ tồi tệ nhất trong đêm, khi anh ta mang nhầm món đến bàn trong khi một số khách hàng phàn nàn về việc anh ta đổ mồ hôi nhiều. Mặc dù đội đỏ phục vụ nhiều khách hàng hơn, nhưng Ramsay đã xướng tên đội xanh chiến thắng vì có tổng thể chất lượng đồ ăn cao hơn mặc dù ít thành viên; Michael được mệnh danh là người giỏi nhất trong số những người tồi tệ nhất. Loại bỏ: Michael đề cử Elsie và Chris. Ramsay gọi Jimmy là kẻ né đạn lần thứ hai, nhưng cuối cùng đã loại Chris vì không xứng đáng với vị trí bếp trưởng của anh ấy. Bình luận của Chris: "Tôi là một bếp trưởng điều hành. Tôi đã làm việc rất chăm chỉ để có được nó và tôi không xấu hổ về điều đó. Tôi thuộc về nơi đó, tôi thuộc về người cuối cùng đứng vững, vì vậy Michael đã chọn một lối thoát dễ dàng." Bình luận của Ramsay: "Khi bạn vào bếp và tuyên bố rằng bạn là một bếp trưởng điều hành, bạn mong đợi nhiều hơn một chút so với những gì tôi nhận được từ Chris. Nếu anh ấy đang nói với cả thế giới rằng anh ấy có lượng kiến thức đó, thì anh ấy đã phải làm tốt hơn như vậy gấp mười lần." |                    |           |                     |                            |
| 6 | 6                  | "Ngày 6"  | 11 tháng 7 năm 2005 | 5.66                       |
| Thử thách đồng đội: Các đầu bếp phải nếm và xác định bốn loại nguyên liệu khác nhau trong khi bịt mắt và đeo tai nghe. Cả Andrew và Jimmy đều ghi một điểm, Elsie ghi ba điểm trong khi Jessica không ghi điểm nào. Đội đỏ nghiễm nhiên giành chiến thắng trong thử thách với tỷ số 4-1 sau khi Ralph xác định sai hai nguyên liệu đầu tiên của mình nên không thể đuổi kịp. Phần thưởng/hình phạt: Đội đỏ đã đi thử rượu tại các nhà hàng ở L.A. với Ramsay. Đội xanh phải rửa sạch xoong nồi của nhà hàng và nhập mã để vào kho của họ trong thời gian phục vụ, mã này Ramsay chỉ đưa cho họ một lần. Tuy nhiên, Andrew đã cố gắng che chốt cửa bằng băng dính và bếp phó Scott ngăn anh ta lại, cũng như tịch thu các vật liệu cần thiết của đội xanh từ kho. Buổi phục vụ: Ramsay yêu cầu các đội tạo thực đơn của riêng họ, với các thực khách lựa chọn giữa chúng. Michael phối hợp tốt với Jimmy và Elsie, nhưng Ramsay lo ngại rằng thực đơn của đội đỏ khá tham vọng. Đối với đội xanh, Ralph liên tục bác bỏ các đề xuất của Jessica và Andrew. Đội đỏ đã có một màn trình diễn xuất sắc, vấn đề duy nhất của họ là Jimmy nấu chưa chín và sau đó nấu sò điệp quá chín trước khi Michael giúp anh ấy, và sau đó phục vụ mì ống penne nhạt nhẽo. Trong căn bếp màu xanh lam, món khai vị của Jessica bị trả lại vì có tóc. Andrew phục vụ món cá bơn trên đĩa nguội, và món cá bơn của Ralph bị trả lại sáu lần vì nấu quá chín và nhạt nhẽo. Khi Ramsay yêu cầu Andrew nhanh chóng nhóm lửa lại, Andrew lập luận rằng anh ấy không thể làm cho món cá bơn chín nhanh hơn được nữa. Ralph cũng bị mắng vì vẫy tay với một khách hàng nữ. Ramsay đóng cửa nhà bếp sau khi các yêu cầu được hoàn thành nốt. Thực đơn của dội xanh nhận được nhiều người đặt món hơn, nhưng đội đỏ đã thắng khi nhận được nhiều đánh giá tích cực hơn; Jessica được mệnh danh là người giỏi nhất trong số những người tệ nhất và được yêu cầu đề cử Andrew hoặc Ralph để loại bỏ. Loại bỏ: Jessica đề cử Andrew; Ramsay cũng đề cử Ralph. Andrew đổ lỗi cho Ralph vì đã khăng khăng đưa cá bơn vào thực đơn và phớt lờ đề nghị của anh ta, khiến Ramsay loại anh ta vì thái độ đối đầu và màn thể hiện không nhất quán. Bình luận của Andrew: "Có thể, tôi đã không thành công trong căn bếp, nhưng tôi phải nói với bạn rằng, tôi nghĩ tối nay tôi đã chính trực hơn. Tôi đã nói cho chính mình, tôi đã đứng lên bảo vệ chính mình, bạn biết đấy, và tôi... tôi đã nói gì cần phải nói." Bình luận của Ramsay: "Vì vậy, chúng ta giảm xuống năm người cuối cùng. Đây là những người giỏi nhất trong số những người giỏi nhất và kem đang dần vươn lên dẫn đầu. Nhưng họ thực sự phải bắt đầu nổi lên như những tài năng cá nhân. Đêm nay Andrew đã ra đi vì anh ấy đã hết chiều sâu. Tôi phát hiện ra một thứ giả tạo. Anh ta không biết nấu ăn." |                    |           |                     |                            |
| 7 | 7                  | "Ngày 7"  | 11 tháng 7 năm 2005 | 6.65                       |
| Ramsay hợp nhất năm đầu bếp còn lại thành một đội mặc áo khoác đen, nơi mỗi đầu bếp sẽ thi đấu với tư cách cá nhân. Thử thách: Các đầu bếp phải tái tạo ngọn lửa trái cây trên bàn theo tiêu chuẩn của Ramsay trong vòng năm phút. Jimmy đã thắng, đánh bại Elsie trong gang tấc. Phần thưởng/hình phạt: Jimmy nhận được một chuyến đi trực thăng vòng quanh L.A. và được nếm thử rượu vang và trứng cá muối. Anh ấy đã chọn Michael, người bị đánh giá tệ nhất, đi cùng anh ấy. Những người khác buộc phải dọn dẹp phòng ăn. Buổi phục vụ: Ramsay quyết định kết hợp các menu mà cả đội đã tạo cho buổi phục vụ trước đó. Do chiến thắng trong thử thách, Jimmy đã chọn Elsie để phục vụ món Salad Caesar và Flambe. Ngoài ra, Ramsay đã chọn Ralph để hỗ trợ anh ta ở bếp từ, đồng thời cho các bếp phó Scott và Maryann nghỉ đêm. Jessica đã để chảo bắt lửa trên quầy bán thịt trước khi hết thịt bò thăn, buộc Michael phải lấy một ít từ kho. Jimmy đã vô tình ném đi một đĩa tôm hùm hoàn chỉnh, quên nấu món cơm risotto và nói chuyện lại với Ramsay. Sau khi quầy của Jessica lại bốc cháy, Ramsay đã đóng cửa nhà bếp; Ralph được mệnh danh là người tốt nhất trong số những người tồi tệ nhất. Loại bỏ: Ralph đề cử Jimmy và Jessica. Ramsay đã loại Jimmy vì là đầu bếp yếu nhất trong số năm người. Bình luận của Jimmy: "Tôi không hề hối hận khi đến với Hell's Kitchen. Nếu có thì nó đã mở rộng tầm nhìn của tôi. Tôi chắc chắn sẽ không từ bỏ ước mơ kinh doanh nhà hàng của mình. Đầu bếp Ramsay nói rằng với tôi rằng hãy tiếp tục tiến về phía trước, và điều đó thực sự có ý nghĩa rất lớn đối với tôi từ anh ấy, bởi vì đây là điều tôi thực sự muốn làm trong cuộc đời mình." Bình luận của Ramsay: "Mỗi một thí sinh hay tất cả những thí sinh này giờ đây phải bắt đầu nổi lên như một tài năng cá nhân. Đây là lúc chúng tôi thực sự bắt đầu tìm ra ai có thể chịu được sức nóng và ai không thể. Rõ ràng tối nay, Jimmy đã không thể." |                    |           |                     |                            |
| 8 | 8                  | "Ngày 8"  | 18 tháng 7 năm 2005 | 6.70                       |
| Thử thách: Ramsay đã cho các đầu bếp mười lăm phút để tạo ra một món ăn nguyên bản từ một khay gồm mười lăm thức ăn thừa từ lần phục vụ trước. Món thịt bò hầm của Jessica ngon nhưng nhìn lộn xộn. Món mì cánh gà của Michael trông đẹp mắt nhưng không ngon và bị chỉ trích vì để lại xương trên gà. Món đùi gà áp chảo của Ralph cũng nhận được lời khen ngợi về cách trình bày nhưng lại bị chỉ trích vì hành sống. Món súp gà của Elsie đã giành được chiến thắng có hương vị ngon nhất. Phần thưởng/hình phạt: Elsie đi cùng Ramsay đến buổi ghi hình chương trình Good Day Live, nơi họ trình diễn cách làm món cơm risotto. Những người khác phải chuẩn bị cho buổi phục vụ. Khi họ nhìn thấy Elsie trên TV, họ đã âm mưu chống lại cô ấy trong thời gian diễn ra buổi phục vụ. Buổi phục vụ: Vì đã chiến thắng trong phần thử thách, Elsie đã chỉ định các đầu bếp đến vị trí của họ; Ramsay đã chỉ định lại đội hai lần thiếu sự giao tiếp. Jessica phải vật lộn để sắp xếp thời gian cho món khai vị của mình và món risotto tôm hùm đã bị từ chối vì trông luộm thuộm. Sau khi chuyển sang làm cá, cô ấy có một món tôm hùm được trả lại với một mảnh gỗ trong đó. Elsie phải vật lộn để chuẩn bị món penne khai vị và ngày càng trở nên lạc lõng và không thể giao tiếp được khi những người khác từ chối giúp đỡ cô, vì vậy Ramsay đã cho cô đi vệ sinh. Sau khi thực khách hai bàn cuối ra về, Ramsay đóng cửa nhà bếp. Do thiếu sự gắn kết và tinh thần đồng đội trong nhà bếp, Ramsay đã từ chối tuyên bố Người tốt nhất trong những người tệ nhất và tuyên bố rằng sẽ tự mình đưa ra các đề cử. Loại bỏ: Ramsay đã đề cử Jessica và Elsie, loại bỏ Elsie vì cô ấy đã mất bình tĩnh trong thời gian phục vụ. Bình luận của Elsie: "Tôi không hối tiếc. Đây là trải nghiệm vừa kinh khủng, vừa thú vị nhất trong cuộc đời tôi. Đến đựoc đây, đó là một chặng đường dài, và sau đó tôi đã tiến xa đến như vậy. Tôi đã không giành được nhà hàng, nhưng tôi đã giành được... dù sao đi nữa." Bình luận của Ramsay: "Bây giờ chúng tôi đã giảm xuống còn ba người cuối cùng, điều mà cá nhân tôi đang tìm kiếm là sự tinh tế, sáng tạo, trí tưởng tượng tuyệt vời và quan trọng hơn là tính cá nhân bởi vì bây giờ là lúc họ thực sự phải bắt đầu trở nên thật xuất sắc." |                    |           |                     |                            |
| 9 | 9                  | "Ngày 9"  | 25 tháng 7 năm 2005 | 7.42                       |
| Thử thách: Ba thí sinh lọt vào vòng chung kết được giao nhiệm vụ làm món soufflé trong 10 phút. Ralph thắng, Michael về nhì. Phần thưởng: Ralph là người đầu tiên được lựa chọn nguyên liệu trong việc chọn một món ăn để phục vụ: thịt bò, thịt gà hoặc cá ngừ. Ralph chọn thịt bò và Michael chọn cá ngừ, để Jessica chọn thịt gà. Buổi phục vụ: Các đầu bếp không hề hay biết, gia đình của họ (vợ và mẹ vợ của Michael; mẹ, chị gái và bạn gái của Jessica; hôn thê, mẹ và chú của Ralph) đã tham dự buổi phục vụ và bỏ phiếu cho món ăn yêu thích của họ. Jessica bị choáng ngợp với món súp và cần sự giúp đỡ của Ralph và Michael, nhưng cuối cùng buổi phục vụ đã hoàn thành và mọi khách hàng đều được phục vụ. Thịt thăn của Ralph được đặt nhiều nhất, cá ngừ của Michael là ít nhất. Sau khi phục vụ, ba đầu bếp cuối cùng dành thời gian cho những người thân yêu của họ, những người không biết rằng Ramsay sẽ sử dụng phiếu bầu của những người thân yêu của họ để xác định ai sẽ bị loại. Loại bỏ: Trong số chín phiếu bầu, cá ngừ của Michael nhận được năm phiếu (bao gồm cả mẹ vợ của anh ấy và tất cả các thành viên trong gia đình Ralph), thịt thăn của Ralph nhận được ba phiếu và gà của Jessica chỉ nhận được một phiếu (chị gái của cô ấy). Ramsay đã loại Jessica vì có ít phiếu bầu nhất. Bình luận của Jessica: "Đầu bếp Ramsay thật tuyệt vời. Ý tôi là, thật vinh dự khi được làm việc dưới quyền của anh ấy. Tôi đã làm việc chăm chỉ và thông minh, bạn biết đấy, và tôi nghĩ đó là điều đã giúp tôi đi xa trong cuộc thi này, vì vậy không có gì hối tiếc cả. Đây là một trải nghiệm tuyệt vời và là thứ mà tôi sẽ mang theo suốt phần đời còn lại của mình." Bình luận của Ramsay: "Bây giờ chúng ta còn hai người cuối cùng. Thế là xong. Nhưng điều thú vị về hai anh chàng này là cả hai đều giỏi như nhau. Và đây là lúc họ phải tách ra, đặt tất cả những gì họ có đã học được từ Hell's Kitchen, và cho tôi biết họ làm được những gì. Đó là thứ tôi đang tìm kiếm." |                    |           |                     |                            |
| 1011 | 1011               | "Ngày 10" | 1 tháng 8 năm 2005  | 6.698.94                   |
| Hell's Kitchen sau đó được chia đôi ra trong buổi phục vụ cuối cùng, với Michael và Ralph trang trí nhà hàng của riêng họ, chọn đồng phục phục vụ và tạo thực đơn. Thử thách: Hai thí sinh vào chung kết đã nấu những món ăn đặc trưng của mình để phục vụ thực khách. Món sườn ngắn om Osso Bucco của Michael đã thắng với tỷ số 12–6 trước món bít tết Porterhouse của Ralph cho hai người. Buổi thực hành phục vụ: Hai thí sinh lọt vào vòng chung kết đã được luyện tập trước khi phục vụ bằng cách nấu ăn cho công nhân và những người đi qua. Michael tỏ ra rất chú ý đến từng chi tiết, nhưng ban đầu thiếu tiếng nói. Ralph có tiếng nói mạnh mẽ nhưng lại thiếu chú ý đến từng chi tiết và đã bỏ lỡ việc Michael cố tình gửi món cơm Ý mà không có con cua nào. Thiết kế nhà hàng: Michael đã tạo một chủ đề theo phong cách L.A. hiện đại có tên là Lola Pop theo tên vợ của anh ấy, trong khi Ralph tạo ra một Nhà hàng bít tết theo phong cách New York có tên là Frank & Lulu's theo tên những chú chó của anh ấy và bạn của anh ấy. Phần thưởng:Michael được chọn đầu tiên trong việc tạo ra một đội sử dụng sáu đầu bếp bị loại trước trận chung kết. Michael chọn Jessica, Jimmy và Elsie, trong khi Ralph chọn Andrew và Wendy, còn lại Dewberry. Buổi phục vụ: Trước khi phục vụ, Andrew phải khâu sau khi cắt phải ngón tay. Trong căn bếp màu đỏ, ban đầu Michael im lặng, Jessica vật lộn với con tôm hùm và từ chối chấp nhận quyền hạn của Michael, món salad của Elsie có nhựa và bít tết của Jimmy chưa chín. Trong căn bếp màu xanh lam, Ralph để lại đĩa nóng để giúp Wendy làm món khai vị, còn Dewberry cho cá kho vào mì spaghetti trước khi quá nóng và suýt ngất, nhưng đã quay lại với sự động viên của Andrew. Cả hai đội đã hoàn thành buổi phục vụ. Ramsay ca ngợi Michael và Ralph, nói rằng một điều sẽ giúp anh đưa ra quyết định của mình: số lượng khách hàng sẽ quay lại. Người chiến thắng: Michael và Ralph mỗi người đứng trước một cánh cửa đóng kín; Cánh cửa của Michael mở ra, khiến anh trở thành người chiến thắng đầu tiên của Hell's Kitchen. 94% khách hàng của Michael cho biết họ sẽ quay lại, so với 90% của Ralph. Sau đó, Ramsay đưa ra lời đề nghị cho Michael nhận giải thưởng ban đầu là nhà hàng của chính anh ấy, hoặc lời mời tham gia cùng Ramsay ở London để làm việc cùng anh ấy tại một trong những nhà hàng của anh ấy. Michael chấp nhận lời đề nghị làm việc ở London. Bình luận của Ralph: "Tôi đã nói rồi, thắng, thua hay hòa. Tôi không nghi ngờ gì về cách tôi thể hiện và những gì tôi đã làm ở đây. Tôi đã làm chính xác những gì tôi đã nói. Tôi đã làm hết sức có thể. Ở đây không có kẻ thua cuộc, bạn biết đấy, Michael chỉ tình cờ giành chiến thắng." Bình luận của Michael: "Lần đầu tiên, tôi cảm thấy mình đang kiểm soát được tương lai của chính mình. Tôi đã chứng tỏ bản thân với bản thân và điều đó rất quan trọng. Tôi nghĩ rằng mình đã thực sự giành được quyền trở thành bếp trưởng. Tôi biết rằng tôi đang như vậy, và tôi hiện tại, đó là điều chắc chắn. Bạn biết đấy, tôi đã bị choáng ngợp bởi lời đề nghị của Đầu bếp Ramsay về việc sở hữu nhà hàng của riêng mình hoặc chuyển đến London để đào tạo trở thành một đầu bếp đẳng cấp thế giới. Bạn biết đấy, dù tôi chọn cách nào, đó chắc chắn là một giấc mơ trở thành hiện thực. Làm việc với đầu bếp Ramsay là một cơ hội trong đời. Bạn biết đấy, anh ấy sẽ nâng cao uy tín và danh tiếng của tôi với tư cách là một đầu bếp. Vì vậy, khi tôi mở nhà hàng của riêng mình, tôi sẽ có cơ hội thành công cao hơn nhiều." Bình luận của Ramsay: "Khi Michael đang ăn mừng chiến thắng ở nhà hàng, tôi nhận ra rằng một cá nhân có tài năng như Michael - rằng tôi không muốn để anh ấy thoát khỏi. Tối nay Ralph rất tuyệt. Nhưng Michael xứng đáng giành chiến thắng vì đơn giản là sự sáng tạo và tiêu chuẩn của anh ấy là ở cấp độ cao hơn. Và tôi đã hoàn thành mục tiêu biến một người vô danh thành một đầu bếp bậc thầy. Và đó phải là cách hoàn hảo nhất để đóng cửa Hell's Kitchen tối nay. Và tôi sẽ biến khỏi đây!" |                    |           |                     |                            |